# Salda (genus)
Salda is een geslacht van wantsen uit de familie van de Saldidae (Oeverwantsen). Het geslacht werd voor het eerst wetenschappelijk beschreven door Johann Christian Fabricius in 1803.

## Soorten
Het genus bevat de volgende soorten:

- Salda adriatica Horváth, 1887
- Salda alta J. Polhemus, 1967
- Salda anthracina Uhler, 1877
- Salda buenoi (McDunnough, 1925)
- Salda coloradensis Polhemus, 1967
- Salda coriacea Uhler, 1872
- Salda exigua Germar & Berendt, 1856
- Salda henschii (Reuter, 1891)
- Salda kiritshenkoi Cobben, 1985
- Salda littoralis (Linnaeus, 1758)
- Salda lugubris (Say, 1832)
- Salda micans Jakovlev, 1889
- Salda morio Zetterstedt, 1838
- Salda muelleri (Gmelin, 1790)
- Salda obscura Provancher, 1872
- Salda provancheri Kelton & Lattin, 1968
- Salda rutherfordi Distant, 1915
- Salda sahlbergi Reuter, 1875
- Salda splendens (Jakovlev, 1905)